# Straßenbahnstrecke Merseburg–Mücheln
Die Straßenbahnstrecke Merseburg-Mücheln war eine 1913 bis 1918 errichtete meterspurige Überlandstraßenbahn in Sachsen-Anhalt. Sie verband die Stadt Merseburg über Kötzschen, Beuna, Frankleben, Naundorf, Neumark und Lützkendorf mit Mücheln im Geiseltal und war 17,2 Kilometer lang. Die Strecke wurde von der Merseburger Überlandbahn AG errichtet und betrieben. Die Strecke war Teil des Überlandstraßenbahnnetzes zwischen Halle (Saale), Merseburg, Mücheln und später Bad Dürrenberg. Weitere Strecken der Merseburger Überlandbahnen waren geplant, kamen jedoch nie zur Ausführung.
Bereits 1922 bis 1924 wurden wegen des Braunkohleabbaus im Geiseltal erste Gleisverlegungen der Strecke Merseburg–Mücheln notwendig. Infolge der erheblichen Ausweitung des Tagebaus wurde ab 1957 die Strecke Merseburg–Mücheln schrittweise stillgelegt und abgebaut. Seit 1968 existiert nur noch ein kleiner Restabschnitt, der heute Bestandteil der Straßenbahnstrecke Halle-Ammendorf–Bad Dürrenberg ist.